# Natuurpark Rila

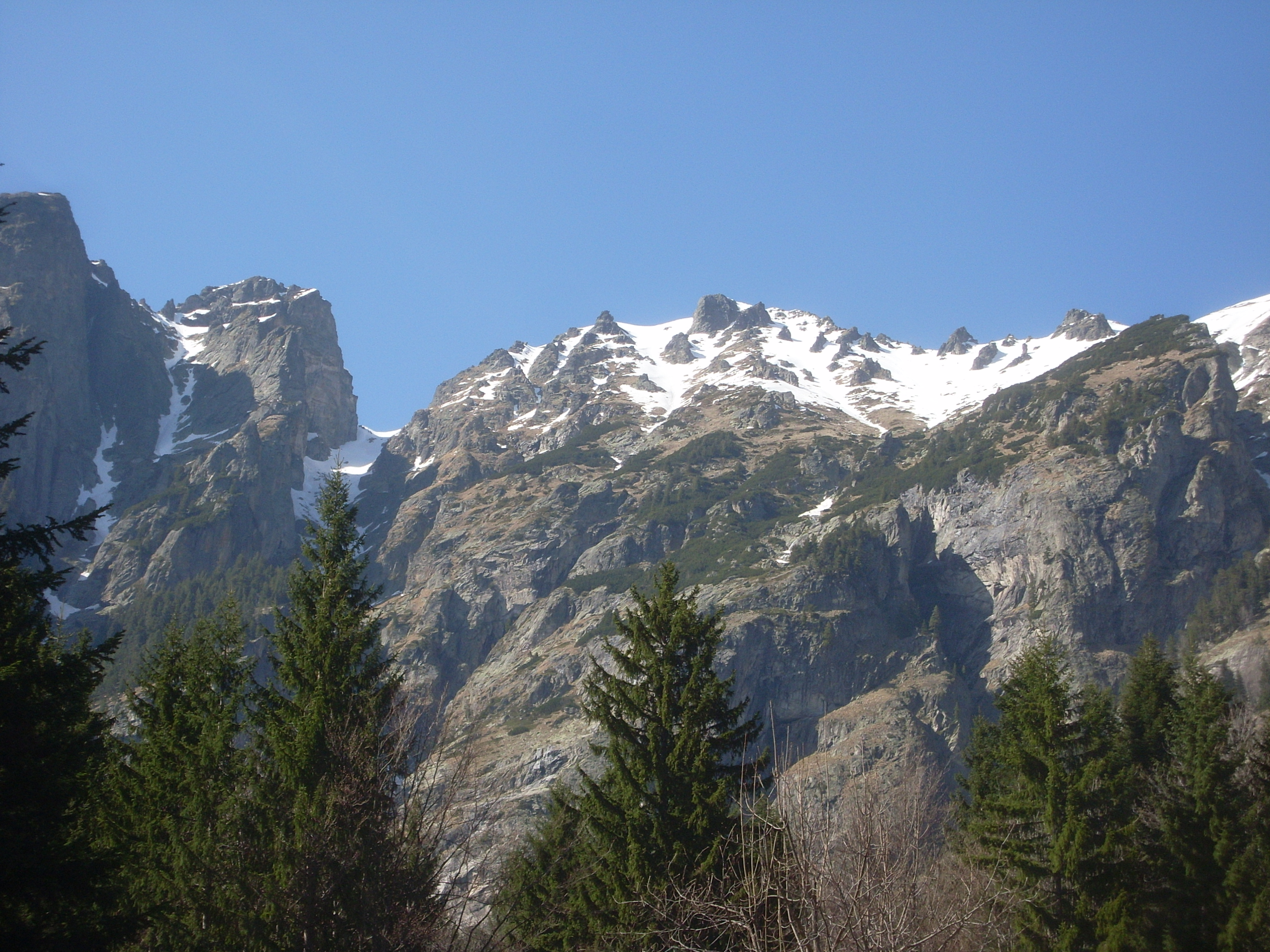

Natuurpark Rila (Bulgaars: Природен парк  „Рилски манастир“) is een natuurpark in Bulgarije. Het park is 252,53 vierkante kilometer groot en werd opgericht in 2000. Het maakte oorspronkelijk deel uit van Nationaal park Rila, maar toen stukken grond opnieuw werden toegewezen aan het Rilaklooster, werd hierop het aparte natuurpark Rila opgericht (omdat een Bulgaars nationaal park bij wet enkel staatsgronden mag omvatten). Het natuurpark omvat bergen, bossen en meren in het Rilagebergte.